# Kokohoué
Kokohoué è un arrondissement del Benin situato nella città di Djakotomey (dipartimento di Kouffo) con 8.998 abitanti (dato 2006).